# Puerto Vallarta
För andra betydelser, se Puerto Vallarta (olika betydelser).

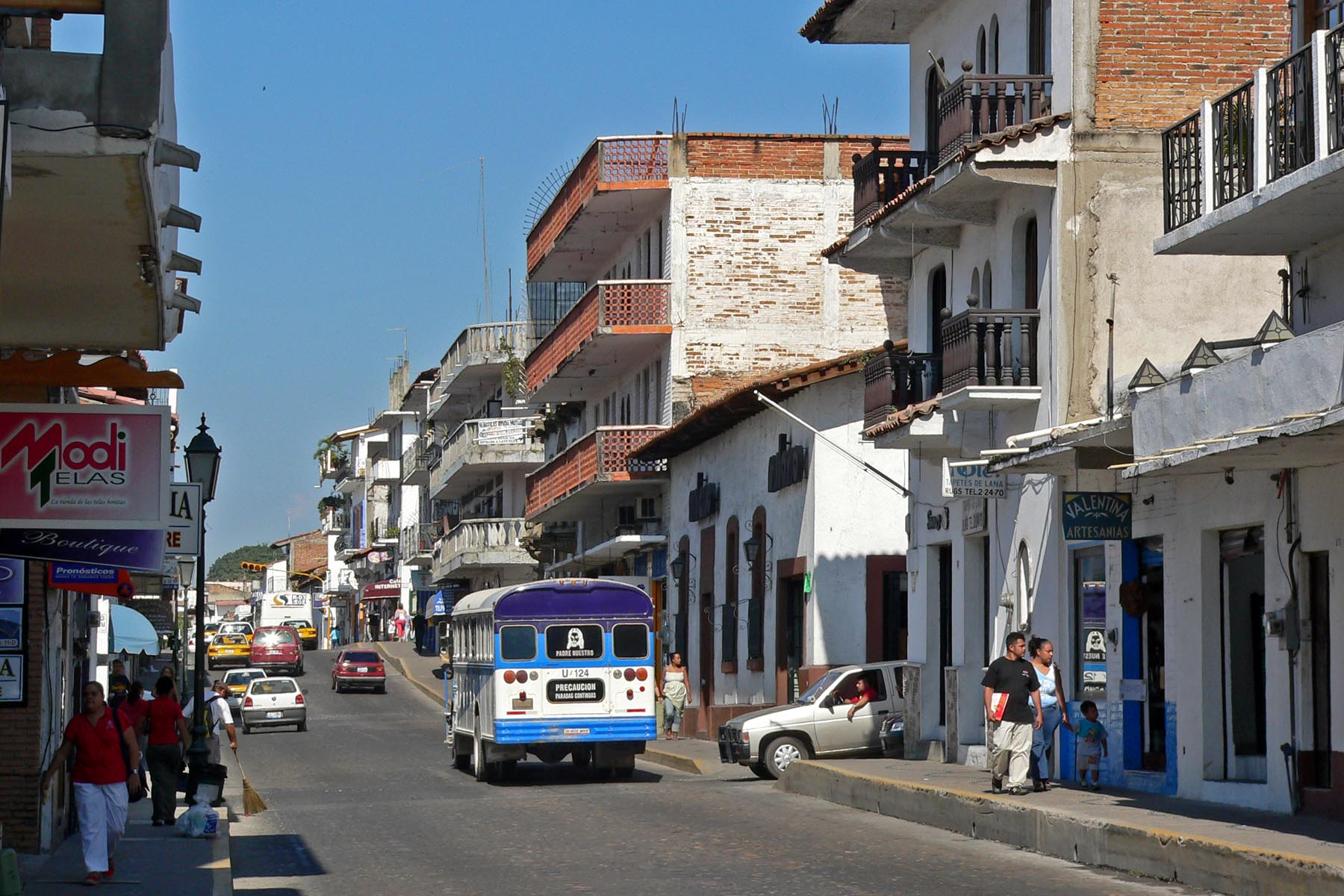
Gata i Puerto Vallarta

Puerto Vallarta är en stad i västra Mexiko och är belägen vid kusten mot Stilla havet, i delstaten Jalisco. Den är delstatens största stad utanför Guadalajaras storstadsområde, och grundades år 1851.

## Stad och storstadsområde
Staden har 188 020 invånare (2007), med totalt 233 076 invånare (2007) i hela kommunen på en yta av 689 km².
Storstadsområdet, Zona Metropolitana de Puerto Vallarta, har totalt 323 130 invånare (2007) på en yta av 1 472 km². Området består av de två kommunerna Puerto Vallarta och Bahía de Banderas. 
- Wikimedia Commons har media som rör Puerto Vallarta.

## Klimat
Puerto Vallarta har ett Tropiskt Savann-klimat med omväxlande nederbörd. Luftfuktigheten är i regel låg året runt, men kan stiga ifall tropiska stormar passerar längs staden. 
Normala temperaturer och nederbörd i Puerto Vallarta
|                                            | Jan | Feb | Mar | Apr | Maj | Jun | Jul | Aug | Sep | Okt | Nov | Dec |
| ------------------------------------------ | --- | --- | --- | --- | --- | --- | --- | --- | --- | --- | --- | --- |
| Normaldygnets maximitemperaturs medelvärde | 29  | 29  | 29  | 30  | 31  | 32  | 33  | 34  | 34  | 34  | 32  | 30  |
| Normaldygnets minimitemperaturs medelvärde | 17  | 16  | 17  | 17  | 20  | 23  | 23  | 23  | 23  | 22  | 20  | 18  |
|                                            |     |     |     |     |     |     |     |     |     |     |     |     |
| Nederbörd                                  | 34  | 5   | 2   | 1   | 15  | 188 | 328 | 312 | 370 | 94  | 20  | 22  |

| Diagram | temperaturer i °C • månadsnederbörd i mm | temperaturer i °C • månadsnederbörd i mm | temperaturer i °C • månadsnederbörd i mm | temperaturer i °C • månadsnederbörd i mm | temperaturer i °C • månadsnederbörd i mm | temperaturer i °C • månadsnederbörd i mm | temperaturer i °C • månadsnederbörd i mm | temperaturer i °C • månadsnederbörd i mm | temperaturer i °C • månadsnederbörd i mm | temperaturer i °C • månadsnederbörd i mm | temperaturer i °C • månadsnederbörd i mm | temperaturer i °C • månadsnederbörd i mm |
|         | 34 29 17                                 | 5 29 16                                  | 2 29 17                                  | 1 30 17                                  | 15 31 20                                 | 188 32 23                                | 328 33 23                                | 312 34 23                                | 370 34 23                                | 94 34 22                                 | 20 32 20                                 | 22 30 18                                 |

| Jan   | Feb   | Mar   | Apr   | Maj   | Jun   | Jul   | Aug   | Sep   | Okt   | Nov   | Dec   |
| ----- | ----- | ----- | ----- | ----- | ----- | ----- | ----- | ----- | ----- | ----- | ----- |
| 24 °C | 24 °C | 24 °C | 25 °C | 27 °C | 28 °C | 29 °C | 30 °C | 30 °C | 30 °C | 28 °C | 25 °C |